# Trikotnik (TV-oddaja)
Trikotnik je bila pogovorna oddaja v produkciji Radiotelevizije Slovenija, ki je bila prvič predvajana 15. februarja 2011. Njen voditelj in urednik je bil Zvezdan Martič. Glavni koncept oddaje je bil interaktivnost, torej možnost vključitve gledalcev v debate o družbeno aktualnih temah s pomočjo bloga, Facebook profila, spletne strani oddaje in videokonference, vendar je bilo slednje po mnenju kritika zaradi tehničnih težav v začetnih delih oddaje pomanjkljivo izvedeno in interaktivnost ni prišla do izraza.
Oddaja je bila na sporedu vsak torek na drugem kanalu TV Slovenija.